# Alcyonium distinctum
Alcyonium distinctum is een zachte koraalsoort uit de familie Alcyoniidae. De koraalsoort komt uit het geslacht Alcyonium. Alcyonium distinctum werd in 1988 voor het eerst wetenschappelijk beschreven door Williams. 